# Castiliaanse successieoorlog
De Castiliaanse successieoorlog ontstond na de dood van koning Hendrik IV van Castilië eind 1474 en werd bezegeld met het Verdrag van Alcáçovas in 1479.

## Achtergrond
Hendrik IV van Castilië had geen mannelijke opvolger. De twee kandidates waren zijn niet erkende dochter, Johanna, van zijn vrouw Johanna van Portugal, waarvan hij was gescheiden en zijn halfzus Isabella I van Castilië. Isabella, die zonder toestemming was getrouwd met Ferdinand II van Aragon. De broer van Johanna van Portugal, koning Alfons V van Portugal, huwde in allerijl met zijn nicht Johanna van Castilië. De Kroon van Castilië kon nu kiezen tussen een alliantie met Portugal of met Aragon.

## Oorlog
De eerste grote veldslag was de Slag bij Toro in 1476, die onbeslist eindigde. Alfons V kreeg nu steun van de Franse koning, maar dat deed het tij niet keren. De oorlog verplaatste zich naar de Atlantische Oceaan met een klinkende overwinning voor de Portugezen in de Slag bij Guinea in 1478.
De oorlog kreeg plots een nieuwe wending toen Paus Sixtus IV in 1478 het huwelijk tussen Johanna en Alfonso V ongeldig verklaarde. Alfonso V verloor de steun van de Franse koning en de entourage van Johanna. Vredesonderhandelingen werden opgestart.

## Verdrag van Alcáçovas
Alfonso V deed afstand van zijn aspiraties voor de troon van Castilië, en Isabella en Ferdinand deden afstand van alle aspiraties voor de Portugese troon. De twee kronen verdeelden hun invloedssfeer in de Atlantische Oceaan, Portugal kreeg de controle over de meeste gebieden, met uitzondering van de Canarische Eilanden.
Johanna la Beltraneja deed afstand van al haar Castiliaanse titels en kreeg de keuze om te trouwen met de zoon van Isabella en Ferdinand, Johan van Aragón, of zich terug te trekken in een klooster. Johanna koos voor het laatste.
De dochter van Isabella en Ferdinand, Isabella van Asturië, trouwde met Afonso, de kleinzoon van Alfonso V. De ouders van de bruid betaalden een grote bruidsschat, die in feite een oorlogscompensatie vertegenwoordigde.